# Istenszülő születése fatemplom (Maroshollód)
A maroshollódi Istenszülő születése fatemplom műemlékké nyilvánított épület Romániában, Arad megyében. A romániai műemlékek jegyzékében az  AR-II-m-A-00597 sorszámon szerepel.